# Dolph Sweet
Dolph Sweet es un actor estadounidense, nacido el 18 de julio de 1920 y fallecido el 8 de mayo de 1985.
Es conocido por sus roles como Patrolman Francis Graf en You're a Big Boy Now (1966), Gil McGowan en la ópera Another World (1972-1977) y como  Carl Kanisky en la serie de televisión Gimme a Break! (1981 hasta 1985).  
Murió de cáncer.